# ۱۴۸ (میلادی)
۱۴۸ (میلادی) صد و چهل و هشتمین سال تقویم میلادی است.

## رویدادها
آن شی گائوا در سال ۱۴۸ میلادی به لوئویانگ پایتخت چین رفت و در آنجا برای ۲۲ سال به ترجمهٔ متون بودایی پرداخت و نخستین مدرسهٔ تعلیم و ترجمه آیین بودا در چین را پایه‌گزاری کرد.

## درگذشتگان
‎